# Francesco De Rosa (attore)
Francesco De Rosa, detto Ciccio (Napoli, 25 maggio 1952 – Perugia, 2 dicembre 2004), è stato un attore italiano.

## Biografia
Ottimo caratterista per la sua verve e il suo viso segnato, che ne faceva un po' una maschera nella tradizione della scuola napoletana, iniziò la sua carriera nei primi anni settanta con piccoli ruoli secondari. Dotato di una faccia particolare che ricordava quella di Totò, esordì con l'interpretazione di macchiette comiche, imitando spesso il "Principe della risata". Passò presto al cinema, lanciato da Steno, in Piedone a Hong Kong (1975), al fianco di Bud Spencer, sua prima apparizione sul grande schermo, quando interpretò la parte del ladruncolo Mimì Apertica, detto "mani d'oro". Un ruolo simile lo avrebbe ripreso anni dopo nel film Banzai di Carlo Vanzina, del 1997, a fianco di Paolo Villaggio, dove interpretava Pasquale Cuccurullo, il truffaldino "milanese", che per modi di essere e di agire ricalcava molto il ruolo visto nel film con Bud Spencer, con forti rimandi a quel ruolo.
Nel 1976 interpreta il guardamacchine Felice Roversi nel film di culto Febbre da cavallo, ancora diretto da Steno, insieme a Gigi Proietti ed Enrico Montesano, probabilmente il ruolo per il quale è maggiormente ricordato. Nel 1981, in Pierino medico della S.A.U.B., è il marito suicida di una ninfomane. Tre anni più tardi interpreta la parte di un venditore di bare a rate nella pellicola Così parlò Bellavista di Luciano De Crescenzo; a cui segue, nel 1985, I soliti ignoti vent'anni dopo di Amanzio Todini, sequel de I soliti ignoti (1958) e Audace colpo dei soliti ignoti (1959), in cui fa la parte di Augusto Cruciani, figlio di Dante, interpretato da Totò nel primo film. Seguono altri film di serie B e spettacoli teatrali.
Nell'ultimo periodo della sua vita cadde in uno stato di profonda depressione, il cui culmine fu da molti rappresentato dalla sua esclusione dal cast di Febbre da cavallo - La mandrakata di Carlo Vanzina, del 2002, sequel di Febbre da cavallo, risalente al 1976, in cui il ruolo da napoletano che fu suo al tempo venne interpretato da Carlo Buccirosso, mentre erano presenti sia Gigi Proietti che Enrico Montesano; la sua fu quindi l'unica esclusione eccellente, dato che i vari interpreti del film originale sono nel frattempo deceduti (si pensi a Mario Carotenuto, Adolfo Celi e Nerina Montagnani) oppure non più in attività (come Ennio Antonelli). 
La sua ultima apparizione risale al 2004, nel film La passione di Cristo di Mel Gibson. Pochi mesi dopo l'uscita della pellicola arrivò il suicidio: l'attore venne trovato impiccato, da un vicino, il 2 dicembre 2004, nella sua casa nel centro storico di Perugia. La famiglia comunicò solo nel febbraio del 2005 la causa della sua morte, decidendo di mantenere su di essa il più stretto riserbo.

## Filmografia

### Cinema
- Piedone a Hong Kong, regia di Steno (1975)
- Marcia trionfale, regia di Marco Bellocchio (1976)
- La madama, regia di Duccio Tessari (1976)
- San Pasquale Baylonne protettore delle donne, regia di Luigi Filippo D'Amico (1976)
- Febbre da cavallo, regia di Steno (1976)
- Il Casanova di Federico Fellini, regia di Federico Fellini (1976)
- Kakkientruppen, regia di Marino Girolami (1977)
- John Travolto... da un insolito destino, regia di Neri Parenti (1979)
- L'importante è non farsi notare, regia di Romolo Guerrieri (1979)
- Tutti a squola, regia di Pier Francesco Pingitore (1979)
- Si salvi chi vuole, regia di Roberto Faenza (1980)
- Pierino medico della S.A.U.B., regia di Giuliano Carnimeo (1981)
- Ballando ballando, regia di Ettore Scola (1983)
- Così parlò Bellavista, regia di Luciano De Crescenzo (1984)
- Mamma Ebe, regia di Carlo Lizzani (1985)
- I soliti ignoti vent'anni dopo, regia di Amanzio Todini (1985)
- A me mi piace, regia di Enrico Montesano (1985)
- Momo, regia di Johannes Schaaf (1986)
- Oci ciornie, regia di Nikita Mikhalkov (1987)
- C'è posto per tutti, regia di Giancarlo Planta (1990)
- Piedipiatti, regia di Carlo Vanzina (1991)
- Saint Tropez - Saint Tropez, regia di Castellano e Pipolo (1992)
- S.P.Q.R. - 2000 e ½ anni fa, regia di Carlo Vanzina (1994)
- S.K. Ro Café, regia di Paolo Fiore Angelini – cortometraggio (1996)
- Banzai, regia di Carlo Vanzina (1997)
- I fobici, regia di Giancarlo Scarchilli (1999)
- La repubblica di San Gennaro, regia di Massimo Costa (2003)
- La passione di Cristo (The Passion of the Christ), regia di Mel Gibson (2004)

### Televisione
- Il matrimonio di Rosa Palanca, regia di Piero Panza – film TV (1974)
- Seguirà una brillantissima farsa... – serie TV (1974)
- I giochi del diavolo, regia di Tomaso Sherman – miniserie TV, episodio Il diavolo nella bottiglia (1981)
- Due di tutto – programma TV (1982)
- Caccia al ladro d'autore – serie TV, episodio 1x01 (1985)
- Aeroporto internazionale – serie TV, episodio 2x12 (1987)
- Un prete tra noi – serie TV, 6 episodi (1999)
- S.P.Q.R – serie TV, episodi 1x03-1x09 (1998)